# Iketeru futari
Iketeru futari (イケてる2人?), è un anime creato da Takashi Sano. La serie conta 16 episodi, ognuno dei quali dura 5 minuti e mezzo. Nel suo corso, la serie mostra molto fan service, ma è da considerarsi una storia d'amore.

## Trama
Keisuke Saji è un ragazzo di 16 anni che ama fantasticare su giovani donne, soprattutto su Koizumi Akira, la ragazza per la quale ha una cotta. Koizumi invece odia tutti gli uomini in generale, compreso Saji, il quale però non si arrende, sicuro che un giorno riuscirà a conquistarla.

## Personaggi
- Keisuke Saji (佐次京介 ?, Saji Keisuke), doppiatore: Shigeru Shibuya. È il protagonista della storia, ama le ragazze e tutto ciò che le riguarda; appena Koizumi arriva nella sua scuola, se ne innamora. Nonostante le reticenze di Koizumi, Saji non si arrenderà mai, credendo sempre nei propri sogni.

- Akira Koizumi (小泉明?, Koizumi Akira ), doppiatrice: Kae Araki. È una ragazza affascinante, con occhi rossi e capelli blu, detesta il pensiero di essere attorniata dagli uomini, tanto che nella scuola si diffondono voci su sue tendenze omosessuali.

- Yuki Umemiya (梅宮悠樹?, Umemiya Yuki), doppiatrice: Yamada Miho. Ragazza prosperosa e amica di vecchia data di Saji, nel corso della serie ci saranno molte situazioni imbarazzanti che la riguarderanno.